# Danaidone
La danaidone est une phéromone synthétisée par certaines espèces de lépidoptères. Elle tient son nom des Danainae, une sous-famille de lépidoptères.

## Biosynthèse
La danaidone est dérivée d'alcaloïdes pyrrolizidiniques contenus dans certaines plantes dont se nourrissent les chenilles de Danainae,.